# Glanzvögel
Die Glanzvögel (Galbulidae) sind eine Familie der Spechtvögel mit 18 Arten in fünf Gattungen.

## Merkmale
Glanzvögel sind kompakt gebaut und haben einen eisvogelartigen Kopf mit einem geraden, sehr langen Schnabel. Damit erinnern sie an einen großen Kolibri. Die Schwanzfedern sind bei den meisten Arten fächerartig angeordnet, bei manchen aber auch übereinander zusammengelegt, wobei die zwei mittleren Federn über die äußeren hervorragen. Die zweiten und dritten Zehen ihrer kleinen Füße sind teilweise miteinander verwachsen, sie dienen beim Bau der Nisthöhle als Grabwerkzeuge. Das Gefieder ist goldgrün und smaragdgrün glänzend, die Schwungfedern sind dunkel und die Brust und der Bauch von rosa bis rotbraun gefärbt. Der unbefiederte Ring um die Augen (der auch bei den Faulvögeln vorhanden ist) hat eine schmale Verbindung zum Schnabel. In sitzender Haltung schieben die Vögel ihre Brust weit vor und heben den Kopf leicht an. Die ersten Federn an der Stirn stehen hoch und liegen nicht an, an der Kehle ist ein kleiner Bart vorhanden. Die Körperlänge beträgt 15 bis 30 cm, ihr Gewicht 15 bis 25 Gramm.

## Lebensweise
Alle Glanzvögel sind Einzelgänger und leben an Waldrändern, nur in der Fortpflanzungszeit kommen sie zusammen. Sie sonnen sich oft stundenlang auf den oberen Ästen eines Baumes. Ihr Gesang besteht aus einem lauten Ton, der mehrfach hintereinander wiederholt wird, er wird als unheimlich und traurig beschrieben.
Die Vögel halten am Rande von Gewässern Ausschau nach Insekten wie Schmetterlingen, Bienen und geflügelten (männlichen) Ameisen um sich dann von der Warte fallen zu lassen und die Beute in der Luft zu fangen. Einige Arten haben sich besonders auf die Schmetterlinge der Gattung Morpho spezialisiert. Die harten Flügel der Beute werden durch Schlagen gegen einen Ast entfernt. Der Boden unter dem Beobachtungsposten ist oft mit Schmetterlingsflügeln übersät.
Die Nisthöhle wird in Uferböschungen oder die Bauten von Termiten gegraben. Vom Eingang führt eine längere Röhre direkt zur Brutkammer, in die das Weibchen zwei bis vier Eier legt. Diese werden etwa drei Wochen lang bebrütet. In der Nacht sucht das Männchen einen Schlafplatz auf, während das Weibchen in der Kammer bleibt. Die Jungen haben beim Schlüpfen schon ein Daunenkleid, sie verlassen das Nest nach ca. 25 Tagen. Sie geben als Jungvögel trillernde Laute von sich.

## Verbreitung und Lebensraum
Glanzvögel sind eine rein amerikanische Familie. Sie kommen von Nordost-Argentinien über Uruguay, Paraguay, Bolivien, Westbrasilien, Ecuador, Venezuela, Guayana (etc.) und Mittelamerika bis nach Mexiko vor. Sie bewohnen Waldränder, Bergland und sogar Savannen. Dichten Regenwald, Grassteppen und Hochgebirge meiden sie. 

## Systematik

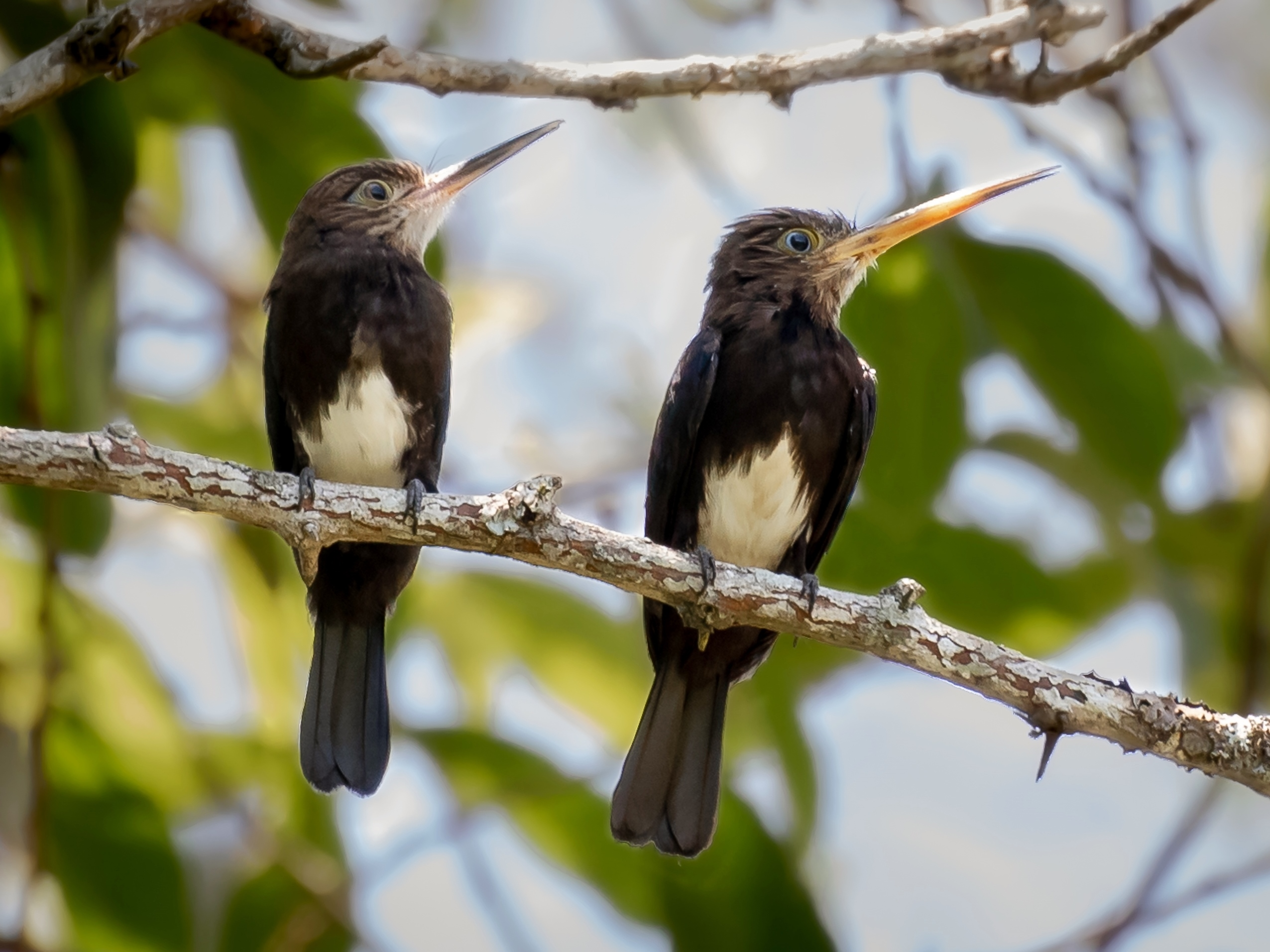
Braunkehl-Glanzvogel (B. lugubris)

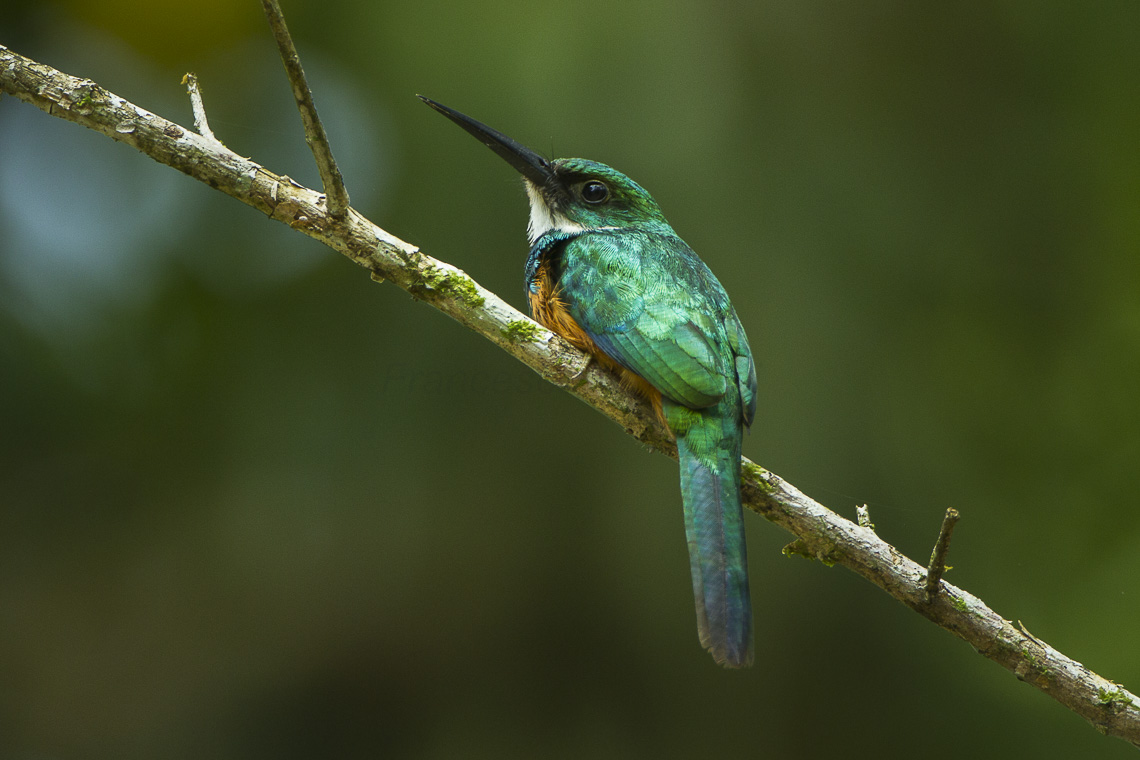
Rotschwanz-Glanzvogel (Galbula ruficauda)

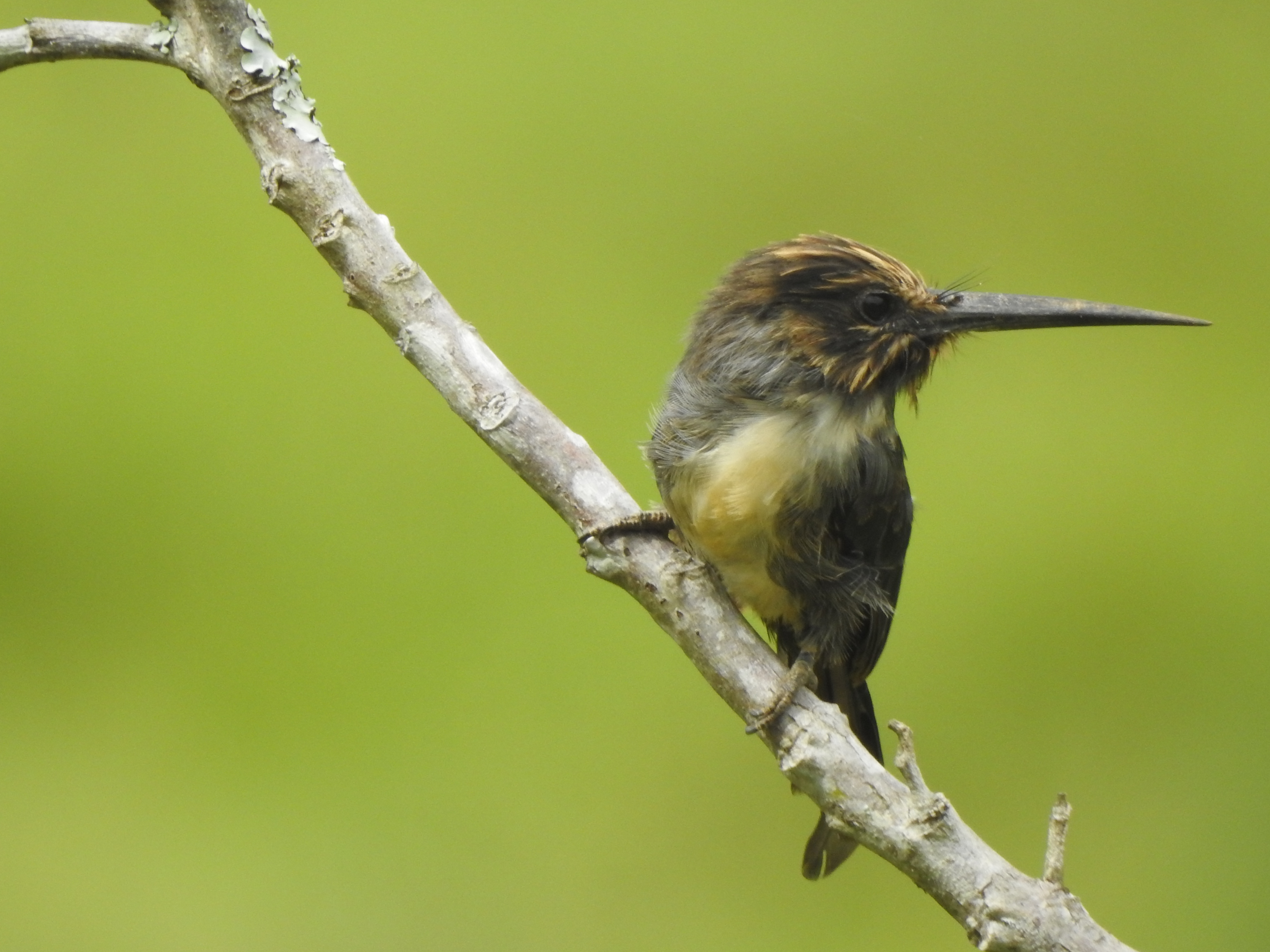
Dreizehen-Glanzvogel (Jacamaralcyon tridactyla)

Glanzvögel haben mit den Faulvögeln einige gemeinsame Merkmale, mit den Bartvögeln, Honiganzeigern und Spechten nur wenige. Deshalb bilden sie mit den Faulvögeln eine eigene Unterordnung, die Glanzvogelartigen.
Im Einzelnen zählen zu dieser Familie: 
- Trübglanzvögel (Brachygalba)
  - Weißkehl-Glanzvogel (B. albogularis)
  - Fahlnacken-Glanzvogel oder Goerings Glanzvogel (B. goeringi)
  - Braunkehl-Glanzvogel (B. lugubris)
  - Salmons Glanzvogel (B. salmoni)
- Galbalcyrhynchus
  - Kurzschwanz-Glanzvogel (G. leucotis)
  - Purus-Glanzvogel (G. purusianus)
- Jakamare (Galbula)
  - Weißschnabel-Glanzvogel oder Gelbschnabel-Glanzvogel (G. albirostris)
  - Purpurglanzvogel G. chalcothorax
  - Blaustirn-Glanzvogel oder Grünscheiteljakamar (G. cyanescens)
  - Blauhals-Glanzvogel (G. cyanicollis)
  - Paradies-Glanzvogel oder Paradiesjakamar (G. dea)
  - Grünschwanz-Glanzvogel oder Grünjakamar (G. galbula)
  - Bronze-Glanzvogel oder Weißbauchjakamar (G. leucogastra)
  - Kupfer-Glanzvogel oder Bronzejakamar (G. pastazae)
  - Rotschwanz-Glanzvogel oder Rotschwanzjakamar (G. ruficauda)
  - Weißkinn-Glanzvogel oder Blaukehljakamar (G. tombacea)
- Jacamaralcyon
  - Dreizehen-Glanzvogel (Jacamaralcyon tridactyla)
- Jacamerops
  - Breitmaul-Glanzvogel (Jacamerops aureus)